# A.C. Mestre
Association Football Mestre là một câu lạc bộ bóng đá Ý đến từ Mestre, Venice, Veneto. Đội hiện đang chơi ở Eccellenza, tầng thứ năm của hệ thống giải đấu Ý. Màu sắc của đội là cam và đen.
Câu lạc bộ được thành lập vào năm 1927 và tham gia mùa giải 1946-47 Serie B.

## Rơi từ Serie C đến Eccellenza
Sau mùa giải 2017-18 Serie C, Mestre đã cố gắng ghi danh vào mùa giải tiếp theo vào phút cuối. Tuy nhiên, những cổ đông tài chính mới dự đoán đã rời khỏi câu lạc bộ, với lý do lo ngại về cơ sở hạ tầng. Sau khi đăng ký Serie C bị từ chối, Mestre không còn lựa chọn nào khác ngoài việc chơi mùa giải 2018-19 tại Eccellenza.